# Народная скрипка

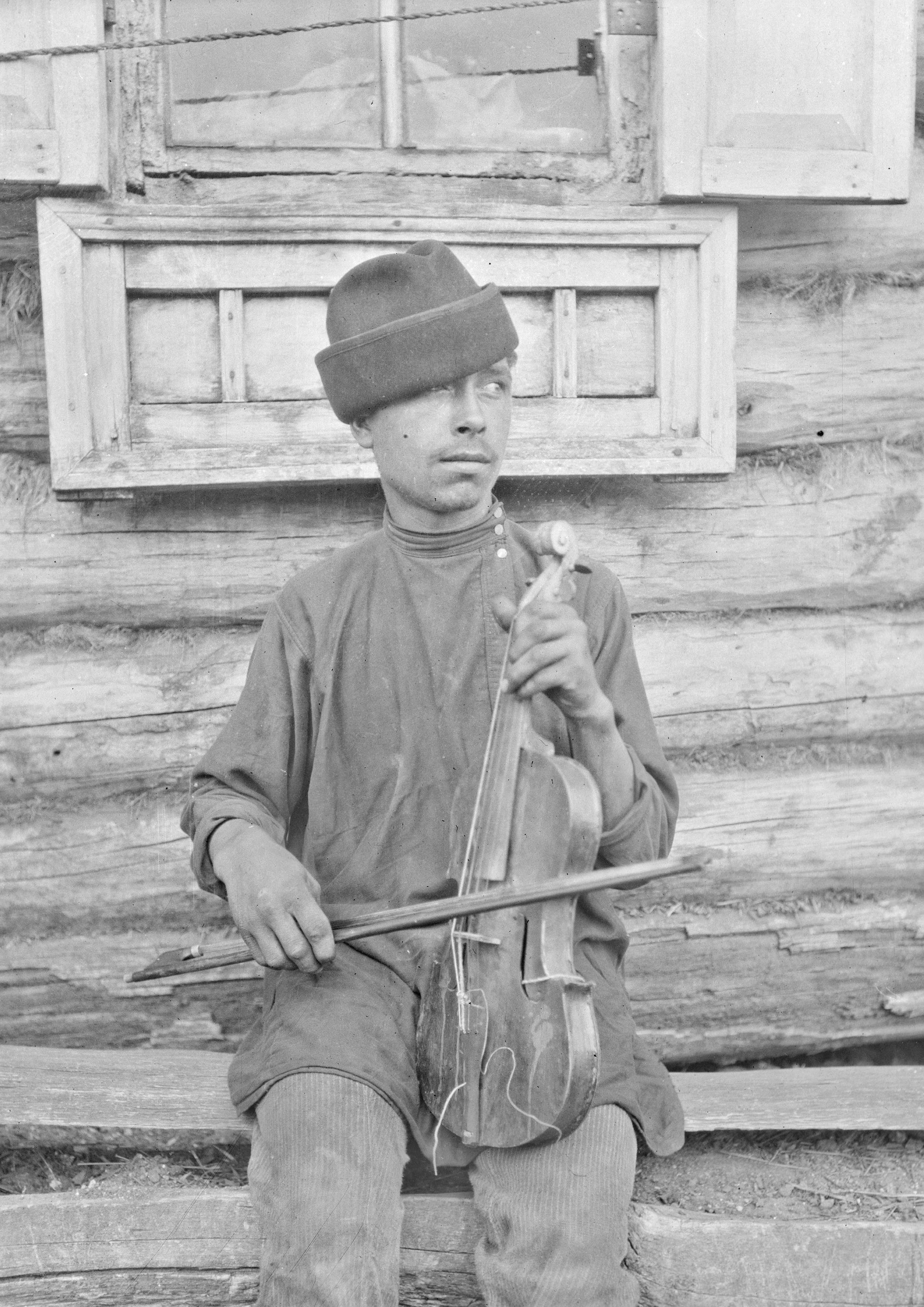
Скрипач и профессиональный кузнец по имени Прохор, эрзянин, из посёлка Шентала, Бугульминский уезд Самарской губернии (ныне Шенталинский район Самарской области). Обратите внимание на способ удержания инструмента

Народная скрипка — обобщённое название национальных разновидностей скрипки и других смычковых инструментов близких ей по конструкции, а также название явления по использованию скрипки для исполнения народной музыки в бытовой среде. Речь при этом идёт и о ранних (начиная со Средних веков) инструментах, исторически предшествовавших современной скрипке (за некоторыми из них закрепились особые названия: например, фидель, гудок), и о современных инструментах, предположительно восходящих к этим средневековым прообразам напрямую (например, хардингфеле). Степень отличия народной скрипки от скрипки в строгом смысле слова может варьироваться; в некоторых иноязычных источниках понятие «народная скрипка» распространяется на достаточно далёкие от скрипки хордофоны — такие, как йоухикко или эрху.

## Особенности строя и исполнения
Строй народной скрипки часто не отличается от академического инструмента: четырёхструнные народные скрипки обычно настроены G-D-A-E (соль-ре-ля-ми). Однако бывают и трёхструнные, и пятиструнные (прибавляется ещё альтовая струна до), и с добавлением четырёх или пяти резонирующих струн.
Существует множество разных приемов постановки и игры на скрипке в традиционных стилях и стилях на их основе. Очень часто скрипку держат не слева (где обычно располагается подбородник), а примерно посередине. В этом случае подбородник располагается сразу на подгрифнике, а иногда, как и в барочной традиции — подбородник вовсе отсутствует и скрипку даже держат не прикасаясь головой, немного ниже плеча. Смычок очень часто держат выше обычного положения, что также похоже на положение в барочной музыке. Применяется множество приёмов звукоизвлечения и штрихов, среди них большое влияние нестандартных, отчасти барочных штрихов. Смело применяется и стаккато и различные варианты легато, а также совсем непривычный в классической музыке приём чопов (англ. Chop), когда на слабую долю играется звук без определённой высоты (резкий и ударный), что создаёт перкуссионный эффект (распространено в партиях, поддерживающих мелодию). Также очень часто используется игра двойными нотами (англ. double stops), когда в одном из голосов исполняется мелодия, а второй выполняет функцию бурдона. Техника аккордов и сложных штрихов менее применима в подобной музыке, хотя, например, в авторских хорнпайпах Джеймса Скотта Скиннера применяется техника разложенных аккордов, как их применяли композиторы-классики Феликс Мендельсон, Никколо Паганини и другие. Но это, пожалуй, исключение, если речь не идёт о современных композициях и миксах на основе их.
В большей степени, нежели на классической скрипке, игра на скрипке в традиционной манере характеризуется огромным разнообразием этнических или народных традиций, каждая из которых имеет свой собственный характерный звук.

## По странам

### Европа
- Музыка Австрии
- Музыка Франции, включающая старую традицию Коррез и возрождённую музыку Бретани
- Музыка Италии
- Музыка Португалии и Азорских островов

#### Восточная Европа и Балканы
- Музыка Венгрии — скрипка является доминирующим инструментом в венгерской народной музыке наряду с цимбалами. Ещё с XIV века скрипку использовали игрицы — бродячие музыканты.
- Клезмер[2] — традиционная народная музыка восточноевропейских евреев и особенный стиль её исполнения.
- Музыка Польши
- Музыка Румынии и Молдовы — скрипка (рум. lăuta) также является самым популярным народным инструментом, часто используется в ансамбле с цимбалами[3][4][5], используются экземпляры как и кустарного, так и фабричного производства[3]. Скрипка является неотъемлемым инструментом в тарафе, ансамбле лэутаров — бродячих народных музыкантов[6].
- Белорусская и украинская народная музыка — скрипка массово распространена с незапамятных времён и занимает важное место в музыкальном фольклоре (у белорусов занимает наиважнейшее положение наряду с волынкой-дудой[3]), в частности, скрипка используется в составе ансамблей т.н. троистых музык (укр. троїсті музики, бел. траістыя музыкі)[7][8], в составе которого также входит басоля (также басетля) — народная басовая разновидность скрипки[3][9]. В Беларуси исторически скрипачи назывались скоморохами и, наряду с дударями (волынщиками), выполняли важную обязанность в свадебном обряде[6][10]. В скрипичной традиции обеих народов используются как и кустарные, так и профессиональные скрипки.
- Русская народная музыка — скрипка проникла, вероятно, в XV-XVI вв[11]. Наиболее распространена на приграничных областях с Беларусью и Украиной (Смоленская, Псковская[12], Воронежская и Брянская область) и в Поволжье[13][14]. Скрипичная традиция была зафиксирована и в других регионах, таких как Тверская и Иркутская область[13][14]. Первые народные русские скрипки были трёхструнными[15]. В Псковской области, например, сейчас используются фабричные инструменты, но раньше также изготовлялись и кустарные скрипки. Они также обладают тремя (реже четырьмя) струнами (жильными, в Великую Отечественную войну струны делали даже из телефонных проводов), имеют долблёный корпус меньше фабричного, а смычок (местн. гудок, лучок) — дугообразной формы[16]; на юге кустарным способом изготавливались клеёные скрипки по образцу фабричных[17]. В целом по репертуару и исполнительским особенностям выделяют три варианта псковской скрипичной традиции: юго-восточный (Новосокольнический и Локнянский районы, там долблёная скрипка называлась), центральный (Красногородский и Опочецкий районы) и северный (Гдовский и Печорский районы). Т. н. «скрипочный» строй используется псковскими балалаечниками наряду с другими[16][18]. На юге Псоквщины на скрипке традиционно играют на свадьбах и во время обходов дворов на Святки и Пасху, часто скрипка входит в состав ансамблей наряду с балалайкой, гармонью, цимбалами и мандолиной[16][17]. В других местностях Псковщины скрипка также аккомпанирует гуслям[16]. Способ удерживания смычка различается от исполнителя к исполнителю. Традиционно скрипачей в псковских деревнях было немного, все они были исключительно мужчинами, и перенимали навыки игры у друг друга на слух. На северо-западе Смоленщины скрипачи (или гармонисты) были участниками волочебного обряда, и аккомпанировали песням[19]. В Артинском районе Свердловской области скрипка аккомпанирует частушкам наряду с другими народными инструментами, как балалайка и гармонь[20]. В Курской области музыканты играли на обычной скрипке, но использовали только первые три струны (без баска) с квинтовым строем C1 G1 D2. Возможно, это связано с традицией исполнительства на трёхструнном гудке[13][21]. Другим отголоском игры на гудке является способ удерживания инструмента во время игры: помимо классического удерживания подбородком, русские народные скрипачи помещают инструмент в вертикальном положении, положив на ногу при игре сидя или прижимая к груди при игре стоя[22] (данный способ аналогичный и у инструментов группы смычковых лир, например, у болгарской гадулки[16]). Также наследием гудка можно назвать наличие трёх струн у традиционных скрипок, в Псоквщине.
- Мордовская музыка — среди мокши и эрзи бытовала скрепка́ — инструмент овальной формы с плоскими деками и тремя струнами из кишок или конского волоса, впоследствии она была заменена общеевропейской скрипкой. При игре на современной скрипке используются те же приёмы, что и на старинной скрепке: задействованы струны G, D, A (мелодическая). Скрипка используется и как сольный, и как аккомпанирующий инструмент, в частности, сопровождая хор[3].
- Татарская музыка — в XIX веке скрипичная традиция была широко распространена в татарской народной музыке, и вплоть до конца столетия, будучи заменённой гармонью, являлась популярнейшим народным инструментом. Сейчас татарская скрипичная традиция находится глубочайшем кризисе, если не вымерла совсем.
- Марийская музыка — скрипка заменила бытовавший ещё в середине XX в. ковыж (ия-ковыж) — двухструнный смычковый инструмент овальной или прямоугольной формы. Однако способы и приёмы игры на ковыже перенеслись на скрипку: G является бурдонной струной, в то время как D является мелодической, а струны А и Е при игре не задействованы[23].
- Музыка Греции — скрипка, наряду с бузуки пользуется особой популярностью в греческой народной музыке[24]. В частности, самобытная скрипичная традиция имеется на острове Крит (также распространена разновидность смычковой лиры), скрипка и лира в сопровождении лютни и других инструментов аккомпанирует народным танцам[25].

#### Прибалтика
- Музыка Эстонии — скрипка (эве viiul, kiik, kiigapill) проникла в Эстонию в XVIII веке и с этого момента получила повсеместное распространение в том числе и в качестве народного инструмента (в частности, вытеснив местные разновидности смычковой лиры, близкими к карело-финскому йоухикко). Используются как и кустарные, так и фабричные скрипки. В частности, скрипка аккомпанирует плясовым мелодиям, скрипач мог подыгрывать себе при пении, из-за чего ему требовалось держать инструмент ниже подбородка[26].

#### Великобритания
На Британских островах скрипка является одним из самых популярных народных инструментов, в частности у англичан.
- Английская народная музыка — английская народная скрипичная традиция включает в себя:
  - Стиль региона Нортумбрия (англ. Music of Northumbria) и её скрипичная традиция, которой включает «поддержку», импровизированную партию, сыгранную вторым скрипачом.
- Шотландская скрипичная традиция (англ. Scottish fiddling), включая:
  - Традицию Шетландских островов — скрипичная традиция, которой включает в себя мелодии сказочной традиции «trowie». Мелодии изустно пришедшие из мифологии о маленьком народе. Стиль характеризован «звоном струн» и синкопированными ритмами.
  - Традицию Лоулэнд или Скотс, с сильным влиянием барочной скрипичной техники со стаккато и техникой смычка под названием scots snap или ломбардский ритм, вместе с использованием двойных нот (double stops).
  - Традицию региона Скоттиш-Бордерс c репертуаром из хорнпайпов и большим использованием двойных нот.
  - Традицию Хайленда (Шотландского высокогорья), с большим влиянием различных орнаментаций и миксолидийской гаммы, использованной в строе шотландской волынки, а также более гладкой смычковой техники, нежели другие шотландские скрипичные стили и свингованный ритм в размере 6/8 в джигах.
  - Традицию Оркнейских островов с более простым использованием смычковой техники и орнаментации, но с мелодиями, использующими альтерацию[28].
- Валлийская скрипичная традиция (валл. Ffidil; см. также Ar Log), недавно возрожденная традиция.

#### Ирландия
- Ирландская народная музыка, скрипичная традиция которой включает:[29]
  - Донегольский стиль с северо-запада провинции Ольстер, с характерными мазурками и влиянием шотландского репертуара, включая танцы Страспей и Хайлэнд флинг. Скрипачи, как правило играют быстро и широко используют стаккато и иногда в игре используют басовую линию, когда второй скрипач может играть мелодию октавой ниже.
  - Слайго стиль из северной провинции Коннахт, как и в донегольской манере мелодии играются быстро, но с характерной упругой манерой в смычковой технике.
  - Голуэй стиль из южной провинции Коннахт, который медленней, чем Слайго или Донегол с более увесистыми акцентами на орнаментации. Кроме того, мелодии иногда играются в тональностях Ми бемоль и Си бемоль, чтобы соответствовать тональностям различных духовых инструментов.
  - Стиль Клэр из северной провинции Манстер, который, как правило, играется немного медленнее, чем Голвэй по темпу, но большой акцент на самой мелодии, а не на орнаментации.
  - Стиль Шлив Лухра с юго-запада провинции Манстер, характеризован уникальным репертуаром полек и слайдов, а также использованием двойных нот и бурдонов, а также игра мелодии в две октавы[30].

#### Скандинавия
- Шведская скрипичная традиция (включая игру на Låtfiol; см. также Spelmanslag и Gammaldans), включая традиции из провинций:
  - Емтланд
  - Даларна
- Норвежская скрипичная традиция (включая хардингфеле; см. также Bygdedans и Gammaldans), включая традиции из провинций:
  - Рёрус и Нур-Норге, обе используют обычную скрипку.
  - Финскоген, используют стандартную скрипку, но с участием некоторых бемолей под влиянием финской народной музыки.
  - Восс и Телемарк, обе традиции используют хардингфеле.
  - Сетесдаль, которая использует как обычную скрипку, так и хардингфеле.
- Финская скрипичная традиция, включает региональные стили:
  - Каустинен
  - Остроботния, огромное влияние шведской музыки

### Северная Америка
Американская скрипичная традиция — широкая категория, включающая традиционные и современные стили.
Традиционная музыка
- скрипичная традиция в стиле блюз;
- скрипичная традиция каджун[англ.] и зайдеко;
- скрипичная традиция олд-тайм[англ.], включает:
  - аппалачская скрипичная традиция, наиболее известный стиль сегодня, с использованием большого количества бурдонов и двойных нот, а также синкопированных смычковых рисунков;
  - средне-западная скрипичная традиция, с большим влиянием скандинавской музыки;
  - озаркская скрипичная традиция, в сравнении с аппалачской музыкой — более быстрая и четкая смычковая техника;
  - техасская скрипичная традиция, под влиянием мексиканской скрипичной традиции и акцент на соревновательной игре;
  - стиль Новой Англии с большим влиянием квебекского и британского репертуара;
  - тихоокеанская северо-западная скрипичная традиция, с влиянием двух стилей — озарка и средне-Западного, хотя и с сильным акцентом на соревновательной игре, как в Техасском.
- традиция тохоно-оодхам — стиль американских индейцев с большим влиянием мексиканской скрипичной традиции.

Современная
- скрипичная традиция в музыке блюграсс или блюграсс-фиддлинг;
- скрипичная традиция в музыке кантри;
- стиль вестерн-свинг.
- канадская скрипичная традиция, включающая в себя:
  - скрипичная традиция острова Кейп-Бретон, с большим шотландским влиянием;
  - Франко-канадский стиль, включающий «кривые мелодии», то есть мелодии с нерегулярным ритмом;
  - скрипичная традиция метисов, в центральной и западной Канаде под сильным влиянием французской Канады, но даже с большим использованием «кривых мелодий»[31];
  - скрипичная традиция региона Ньюфаундленд и Лабрадор;
  - стиль региона Приморские провинции, франкоканадский или нижневосточный. Стиль, который имеет много общего с кейп-бретонским стилем;
  - англо-канадская скрипичная традиция.

### Латинская Америка
- Форро́, тип музыки из Бразилии, включая традицию игры на рабеке
- Мексиканская скрипичная традиция, включающая Мариачи, Уапанаго, Сон уастеко и Сон калентано
- Перуанская скрипка

### Другие регионы
- Скрипичная традиция Морна из Кабо-Верде.
- Классическая индийская музыка традиции карнатака[32].
- Калмыцкая музыка — скрипка получила распространение в калмыцком фольклоре в XX веке, наряду с такими инструментами, как баян и гармонь[33].
- Якутская музыка — среди якутов распространён четырёхструнный смычковый инструмент кыры́ппа с долблёным корпусом, по состоянию на 1960-е годы встречающий очень редко. Считается, что инструмент был заимствован якутами у русских[34].